# 洛馬 (內布拉斯加州)
洛馬（英語：Loma）是位於美國內布拉斯加州巴特勒縣的非建制地區。

## 歷史
洛馬的郵局於1902年設立，其後於1965年停運。

## 地理
洛馬所處的海拔為高於海平面416米（即1637英呎），而該地所採用的時區為UTC-6，即北美中部时区（CST）。同時該地設有夏令時間，為UTC-6調快一小時，即UTC-5（CDT）。